# 維萊亞庫德貝尤什鄉
46°41′00″N 22°14′00″E / 46.6833°N 22.2333°E
維萊亞庫德貝尤什鄉（羅馬尼亞語：Comuna Uileacu de Beiuș, Bihor），是羅馬尼亞的鄉份，位於該國西北部，由比霍爾縣負責管轄，面積44平方公里，海拔高度212米，2007年人口2,336，人口密度每平方公里53人。